# Джек Гарпер (тенісист)
Джек Гарпер (англ. Jack Harper; 8 квітня 1914 — 17 січня 2005) — колишній австралійський тенісист.
Найвищим досягненням на турнірах Великого шолома були фінали в парному розряді.

## Фінали турнірів Великого шолома

### Парний розряд: (1 поразка)
| Результат | Рік  | Турнір              | Покриття | Партнер      | Суперники                 | Рахунок                 |
| --------- | ---- | ------------------- | -------- | ------------ | ------------------------- | ----------------------- |
| Поразка   | 1937 | Чемпіонат Австралії | Трава    | Джон Бромвіч | Адріан Квіст Дон Тернбулл | 2–6, 7–9, 6–1, 8–6, 4–6 |